# Now or Never (album của Nick Carter)
Now or Never là album hát đơn đầu tay của Nick Carter, nam ca sĩ của ban nhạc nước Mỹ Backstreet Boys. Album đã phát hành năm 2002, đạt vị trí 17 Billboard 200, bán được 70.000 bản trong tuần đầu tiên phát hành. Trong tuần thứ hai, album rơi khỏi top 50 nhưng sau đó doanh thu vẫn đủ để đạt chứng nhận Vàng của Hiệp hội Công nghiệp Thu âm Hoa Kỳ tháng 12 năm 2002.
Ba đĩa đơn đã được phát hành từ album, nhưng không bài hát nào trong số chúng có ảnh hưởng đáng kể tại Hoa Kỳ. Đĩa đơn đầu tiên, "Help Me", đã đạt được vị trí #9 trên Canadian Singles Chart. Đĩa đơn thứ ba "I Got You" cũng đạt được thành công nhất định tại châu Âu.
Em trai của Nick Carter, Aaron Carter đã thêm những đoạn xem thử của các bài hát từ Now Or Never vào album của anh, Another Earthquake.

## Danh sách bài hát
1. "Help Me" (Matthew Gerrard, M. Vice) - 3:09
2. "My Confession" (Gary Clark, M. Brammer, N. Carter) - 3:50
3. "I Stand For You" (B. Kierulf, J. Schwartz, N. Carter) - 3:07
4. "Do I Have To Cry For You"m carter (N. Carter, B. Kierulf, J. Schwartz) - 3:37
5. "Girls In The USA" featuring Mr. Vegas" (B. Kierulf, J. Schwartz, N. Carter) - 4:07
6. "I Got You" (Max Martin, Rami) - 3:57
7. "Is It Saturday Yet?" (Gary Clark, M. Brammer, N. Carter, S. Lunt) - 3:14
8. "Blow Your Mind" (Max Martin, P. Aldeheim, Rami) - 3:34
9. "Miss America" (Aleena, M. Taylor, S. Lee) - 3:55
10. "I Just Wanna Take You Home" (Max Martin, P. Aldeheim, Rami) - 2:55
11. "Heart Without A Home (I'll Be Yours)" (S. Mac, W. Hector) - 4:46
12. "Who Needs The World" (C. Midnight, G. Edwards, L. Christy, S. Spock) - 3:30
13. "Scandalicious" [Bonus track Úc, Anh và Brazil] (N. Carter, D. Gibson, D. Carr, J. Bengtsson) - 2:54
14. "Forever Rebel" [Bonus track Úc và Anh] (N. Carter, W. Johnson, Phil Thornalley) - 3:48

## Xếp hạng

### Album
| Bảng xếp hạng (2002) | Vị trí cao nhất |
| -------------------- | --------------- |
| Billboard 200        | 17              |

### Đĩa đơn
| Đĩa đơn   | Bảng xếp hạng (2002)   | Vị trí cao nhất |
| --------- | ---------------------- | --------------- |
| "Help Me" | Canadian Hot 100       | 9               |
| "Help Me" | U.S. Mainstream Top 40 | 36              |